# ژلیکو پاولوویچ
ژلیکو پاولوویچ (کرواتی: Željko Pavlović؛ زادهٔ ۲ مارس ۱۹۷۱) بازیکن فوتبال اهل کرواسی بود.
از باشگاه‌هایی که در آن بازی کرده‌است می‌توان به باشگاه فوتبال دینامو زاگرب، باشگاه فوتبال لاسک، باشگاه فوتبال زاگرب، باشگاه فوتبال ژلیزنیچار سارایوو، باشگاه فوتبال اندرلشت، باشگاه فوتبال خرواتسکی دراگوولیاتس، و باشگاه فوتبال ردبول زالتسبورگ اشاره کرد.
وی همچنین در تیم ملی فوتبال کرواسی بازی کرده‌است.